# Döbrentei-kódex

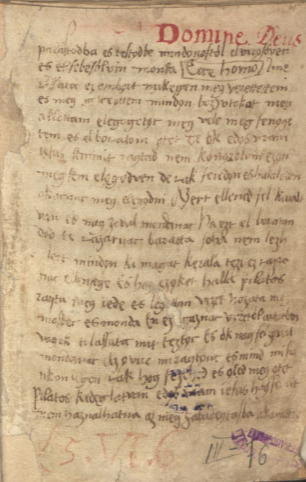
A Döbrentei-kódex első levele.

A Döbrentei-kódex 262 levélből álló, vegyes tartalmú magyar nyelvű kézirat. Halábori Dobos Bertalan egri egyházmegyés pap másolta 1508-ban. Főbb részei 150 zsoltár himnuszokkal és canticumokkal, egy egész évet átfogó miselectionarium, az Énekek éneke és Jób könyvének néhány fejezete.
Nevét Döbrentei Gáborról kapta, aki a 19. században másoltatta a Magyar Tudományos Akadémia részére. A gyulafehérvári Batthyány Könyvtár tulajdona.
Kritikai kiadás: Döbrentei-kódex 1508, közzéteszi, bevezetés, jegyzetek: ABAFFY Csilla, T. SZABÓ Csilla, Budapest, Argumentum Kiadó, Magyar Nyelvtudományi Társaság, 1995. (Régi Magyar Kódexek, 19.)